# Akane-chan Over Drive
Akane-chan over drive (あかねちゃんOVER DRIVE, Akanechan Ōbādoraibu) est un manga shōjo (Margaret Comics) de Mikan Momokuri (nom de plume), également connu sous son nom usuel Mizuki Kawashita.
Il est publié en 2 volumes chez Margaret Comics et n'a pas encore été officiellement traduit en français.
Il repose sur un thème inhabituel au Japon, ici traité sur le ton de la comédie, celui d'un homme se retrouvant dans un corps de femme (toutefois, des thèmes assez similaires sont traités dans les mangas Pretty Face et Tenshina konamaiki).

## Résumé de l'histoire
Un jeune garçon, Amamiya, meurt bêtement en glissant sur une bouteille et se cognant violemment la tête. Il se réveille dans le corps de la jeune et jolie Akane-chan, qui est plongée dans un coma de longue durée.
Amamiya devra parvenir à donner le change à la famille d'Akane, qui croit sa fille guérie, tout en cherchant le moyen de réintégrer son propre corps. En effet, celui-ci est actuellement à l'hôpital, en attente de son âme pour l'animer ! Un serviteur bouddhiste se chargera de l'aider, tout en veillant à son comportement vis-à-vis du corps d'Akane.
Au fur et à mesure du temps passant, Amamiya découvrira les avantages et inconvénients d'un corps de fille et subira une subtile modification de comportement. Il aura également à gérer sa relation avec un jeune homme amoureux d'Akane et avec ses anciens amis.